# كاتسيوكي ساكاي
كاتسيوكي ساكاي (باليابانية: 坂井克行) هو لاعب  سباعيات رغبي ‏ ياباني، ولد في 7 سبتمبر 1988.

## وصلات خارجية
- كاتسيوكي ساكاي على موقع سلسلة سباعيات الرغبي العالمية - رجال (الإنجليزية)
- كاتسيوكي ساكاي على موقع اللجنة الأولمبية الدولية (الإنجليزية)
- كاتسيوكي ساكاي على موقع أوليمبيديا (الإنجليزية)